# Alberto B. Gutiérrez
El Alberto Bravo Gutiérrez fue un Militar cristero mexicano que participó en la Guerra Cristera. Ostentó el grado de general. Al general Alberto Gutiérrez se le dio la orden de que la noche del 23 de mayo, en la madrugada, volara con dinamita el Puente Negro y un túnel de la vía del ferrocarril que va de Colima a Manzanillo, además de que destrozara la vía férrea para impedir que las fuerzas federales del general Heliodoro Charis entraran a Manzanillo a defender la plaza. Para lograr su cometido, se le entregó en Camotlán de Miraflores una mula con una bomba. Gutiérrez, dejó pasar el tren y no incomunicó a Manzanillo.